# Бадьяров, Валентин Николаевич
Валентин Николаевич Бадьяров (бел. Валянцін Мікалаевіч Бадзьяраў; 13 февраля 1947 года, Минск, Белорусская ССР, СССР — 21 декабря 2017 года, Ахен, Северный Рейн-Вестфалия, Германия) — советский и белорусский музыкант, участник ВИА «Песняры» (1970—1972, 1974—1975), руководитель ВИА «Сябры» (1976—1981), участник ВИА «Поющие гитары», участник ВИА «Весёлые Голоса», ВИА «Группа Валентина Бадьярова»

## Биография
Родился в семье военнослужащего. Русский. Мама — Юлия Захаровна. Жил в Минске на улице Горького (ныне — Богдановича)
- 1970 — Окончил, с отличием, Белорусскую государственную консерваторию им. А. В. Луначарского[2] по классу скрипки. По окончании получил распределение в Театр музыкальной комедии концертмейстером оркестра, но по просьбе Владимира Мулявина, с которым случайно познакомился, был отпущен в ансамбль «Песняры»[2].
- С 1970 по 1972 год работал в ВИА «Песняры». В этой группе играл на гитаре и скрипке, участвовал в аранжировках песен. Был бэк-вокалистом.
- В 1972 году создал и возглавил собственный музыкальный коллектив — ВИА «Группа Валентина Бадьярова»[4].
- С 1973 по 1974 год — в ВИА «Поющие гитары».
- В 1974 году вернулся в ВИА «Песняры».
- В 1975 году перешёл в ленинградский ВИА «Весёлые голоса».
- В том же 1975 году получил предложение возглавить ВИА «Сябры», созданный в 1972 году при Гомельской филармонии (официально годом образования считается 1974 год[5]).
  - В 1978 году под руководством Бадьярова группой был выпущен дебютный студийный альбом ансамбля — «Всем на планете»,
  - в 1980 году — второй («Ты — Одна Любовь»), все композиции (кроме «Не пугайте седых журавлей») были записаны в аранжировках В. Бадьярова.
  - Он руководил ансамблем до 1981 года[6].
- С 1981 по 1984 руководил возрождённым ВИА «Группа Валентина Бадьярова», с которым записал три альбома.
- С 1985 по 1989 год выступал как скрипач-солист Белгосфилармонии.
- С 1989 года и до кончины жил и работал в Германии;
  - сотрудничал с рядом музыкальных коллективов:
    - был руководителем и дирижёром камерного ансамбля города Баденвайлер,
    - концертмейстер оркестра торговой общины Гармиш-Партенкирхен,
    - концертмейстер Kammerorchester NiederRhein,
    - камерного оркестра Solisten-Ensemble Europa,
    - ансамбля Венской музыки String Art Band.

  - Выступал с сольными концертами.

## Песни
Автор музыки песен:
- «Баллада о сожжённой деревне»
- «Белый дом над морем»
- «Всем на планете»
- «Галава — два вуха» (бел.)
- «Дазволь цябе любіць» (бел.)
- «Для двоих»
- «Как случилось?»
- «Ритмы большого города»
- «Ты — одна любовь»

## Фильмография
| Год  |   | Название           | Режиссёр       |
| ---- | - | ------------------ | -------------- |
| 1979 | ф | «Ты одна — любовь» | Владимир Орлов |

Баллада "Воспоминания о детстве" использована в кинофильме «Быть человеком» (1973).

## Политическая позиция
В марте 2014 года поддержал аннексию Крыма, подписал письмо президенту России Владимиру Путину в поддержку аннексии.

## Награды
- Лауреат Международногo конкурса скрипачей в Вильнюсе (1-я премия),
- Лауреат Всесоюзных конкурсов артистов эстрады,
- Лауреат XII Всемирного фестиваля молодежи и студентов в Москве
- Лауреат XII Международного конкурса мастеров-исполнителей и дирижеров в Лугано (Швейцария).